# Син Батьківщини
Син батьківщини (азерб. Vətən oğlu) — азербайджанський радянський короткометражний військовий біографічний художній фільм 1941 року, знятий на Бакинській кіностудії.

## Сюжет
Фільм присвячений життю героя війни, азербайджанського політичного керівника Кямала Гасимова на фронті, який, разом з кількома його товаришами по службі, бориться з ворогами та героїчно гине.

## У ролях
- Ісмаїл Ефендієв — Кямал Гасимов
- Алі Курбанов — другорядна роль
- Азіза Мамедова — другорядна роль
- Алі-Саттар Меліков — нафтовик
- Олександр Попов — другорядна роль

## Знімальна група
- Автор сценарію: Абдурахман Мінскі
- Режисер-постановник: Ага-Рза Кулієв
- Оператор-постановник: Мухтар Дадашев
- Звукооператор: Ілля Озерський